# Tipula sequoicola
Tipula sequoicola är en tvåvingeart som beskrevs av Alexander 1947. Tipula sequoicola ingår i släktet Tipula och familjen storharkrankar. Inga underarter finns listade i Catalogue of Life.